# Predjama
Predjama je gručasto naselje vaškega tipa v severnem delu Spodnje Pivke, nahaja se ob slepi dolini potoka Lokva in upravno spada v Občino Postojna. 
V bližini potok Lokva pod 150 metrov visoko steno ponikne v 6 km dolgo jamo Pod gradom, nad katero je bil v steni zgrajen znameniti jamski grad 
Predjama, ki se v zgodovinskih virih prvič omenja že leta 1274, današnji grad v gotskem slogu pa je bil zgrajen v 16. stoletju.
V bližini gradu je podružnična cerkev Žalostne Matere Božje župnije Studeno. Vzhodno od jedra vasi je zaselek Pristava.